# Mausoleo de Stanford
El Mausoleo de Stanford (en inglés:Stanford Mausoleum) está situado en el noroeste del campus de la Universidad de Stanford en el arboretum de la misma institución; guarda los restos de Leland Stanford Jr. y sus padres Leland y Jane Stanford. Una vez al año, el mausoleo está abierto al público y se coloca una corona de flores (por lo general en octubre durante el fin de semana de reunión) en el marco de las actividades anuales del Día de los Fundadores. 
La intención original de los Stanford era construir una mansión familiar aquí. Solo habían ubicado una plantación de un jardín de cactus (todavía presente) antes de la muerte de su único hijo, cambiando entonces sus planes por la construcción de una universidad en su honor. Muy cerca se encuentra un monumento (el Ángel de la pena) en memoria del hermano de Jane Stanford, Henry Clay Lathrop. Esta escultura es una copia de 1908 de otra de 1901 que a su vez copia una estatua de 1894 del destacado escultor estadounidense William Wetmore Story.